# Vieux Bourg de L'Abergement-Clémenciat
Le vieux Bourg est un site médiéval qui se dresse sur le territoire de la commune française de L'Abergement-Clémenciat, dans le département de l'Ain en région Auvergne-Rhône-Alpes. Il ne reste plus au XXIe siècle du château de l'Abergement que des ruines. On y voit les restes des murs d’enceinte du XIVe siècle bâti par les sires de Chabeu.
Le site médiéval, motte avec basse-cour surélevée, est protégé aux monuments historiques.

## Localisation
Le site du Vieux Bourg est situé sur la commune de L'Abergement-Clémenciat au sommet d'une colline, au lieu-dit Abergement, dans le département français de l'Ain.

## Historique
En 1250, il est fait mention dans un pouillé du diocèse de Lyon de l'Abergement.
Au début du XIVe siècle, les sires de Chabeu, seigneurs de Saint-Trivier-en-Dombes (Saint-Trivier-sur-Moignans), qui ont succédé dans la zone à la famille de Clémenciat établissent un nouveau site fortifié, l'Abergement ou le Vieux Bourg, près de l'ancien centre paroissial. En 1304, Jacques de  Chabeu est seigneur de l'Abergement en Dombes : dominus Jacobus Chabues, miles, et rend l'hommage lige à l'Église de Lyon. En 1338, le fils d'Agnès de Chabeu cède le château avec ses fossés et les granges ainsi que la seigneurie de l'Abergement à Galois de La Baume, seigneur de Montrevel-en-Bresse, vassal des sires de Beaujeu. En 1342, Guillaume de La Baume († 1160) rend hommage pour le château de l'Abergement au comte de Savoie.
En 1372, le sire de Beaujeu (châtellenie de Thoissey) et le comte de Savoie (châtellenie de Châtillon) se disputent alors la seigneurie de l'Abergement.
En 1576 et 1612, il est cité la « Tour-Chabeu ». À la fin du XIXe siècle, on signalait quatre mottes dans la commune,.

## Description
- Site médiéval
- Poypes de la Folie et du Péage

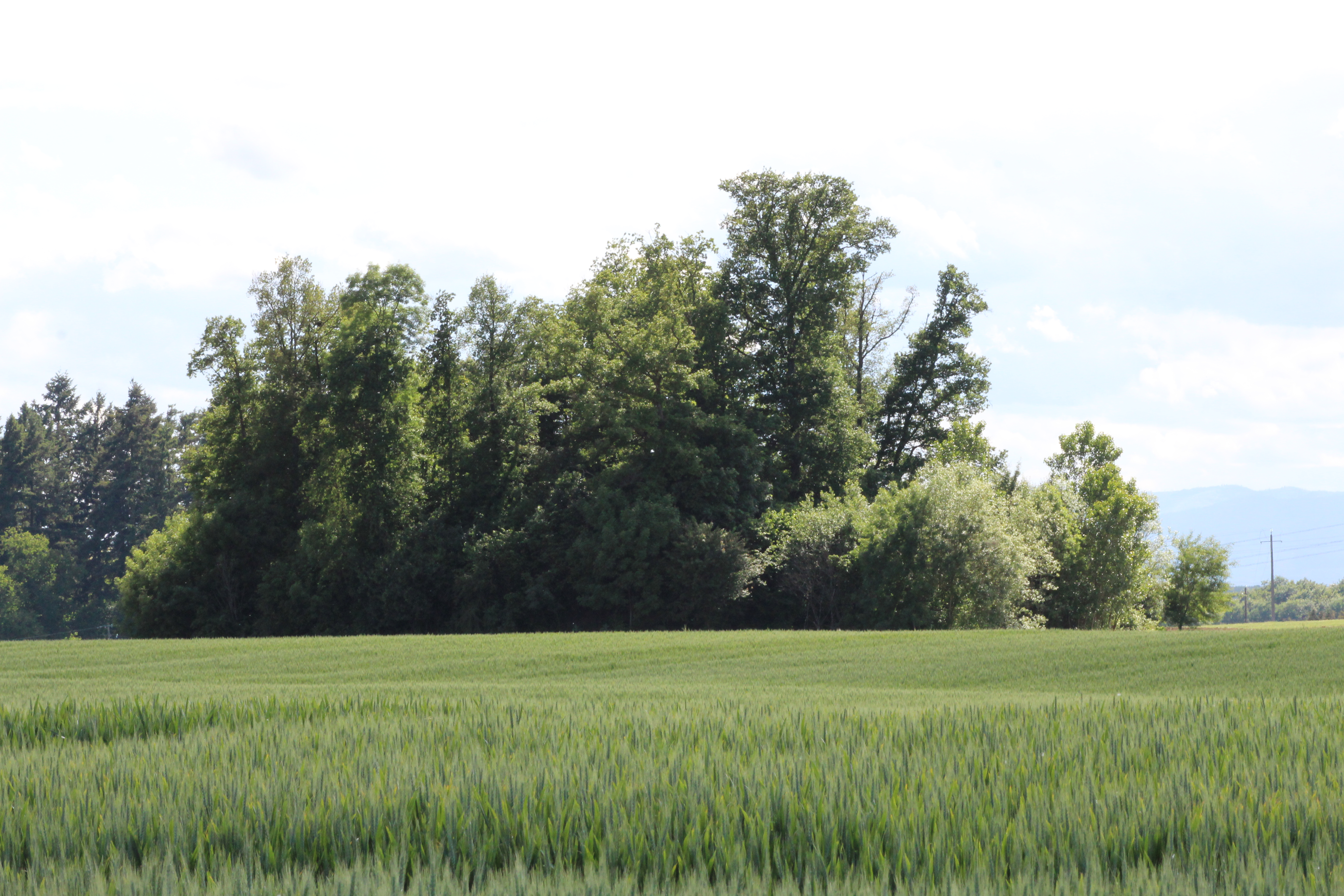
Poype du Péage.

Le site du Vieux Bourg se présente sous la forme d'un ovale fossoyé mesurant environ 190 × 130 mètres. Dans celui-ci se dresse trois éléments : au nord une butte artificielle de forme circulaire mesurant à sa base 45 mètres de diamètre, qui domine d'environ 6 mètres de hauteur une plate-forme. Cette dernière mesure quant à elle 70 × 50 mètres et est accolée sur le côté sud de la bute. Enfin au sud-est du site une seconde plate-forme occupe la surface restante. Elle adopte une forme en croissant pour une longueur de 140 mètres et une largeur maximale de 40 mètres.
La butte et la plate-forme qui lui est accolée
En 1938, on voyait encore à son sommet les vestiges d'une tour ronde, probablement la tour Chabeu du XVe siècle. Elle était enclose par un remblai de terre dans lequel se dressaient plusieurs constructions.
L'ensemble, butte et plate-forme, est ceint d'un fossé large d'environ 15 mètres qui est encore partiellement en eau et d'un remblai de terre de 20 mètres de large qui le précède et fait office de remparts extérieur. Une enceinte construite en briques et soigneusement maçonnée subsiste sur le côté est et sud. Elle était flanquée de cinq tours à l'origine, dont trois subsistent : une tour circulaire au sud et deux tours quadrangulaires ouvertes à la gorge à l'est. Une poterne avec un arc brisé perce la muraille côté est. Ces divers éléments datent probablement du XIVe siècle.
La seconde plate-forme
Sur celle-ci, se dresse trois bâtiments : à l'est, à proximité d'une des tours de l'enceinte, une église qui est accolée à la murailles de briques et que l'on peut dater des XVIe et XVIIe siècles ; une maison rurale adossée à l'enceinte, entre l'église et la porte et près du mur Sud un bâtiment construit en pisé. Le cimetière qui a servi jusqu'à la fin du XIXe siècle se situait à l'ouest et au nord de l'église.

## Protection aux monuments historiques
Au titre des monuments historiques :
- le site médiéval est classé par arrêté du 18 novembre 1994 ;
- les mottes castrales dites poype de la Féole et poype du Péage, en totalité, ainsi que toute structure ou élément bâti en lien avec leur fonctionnement qui pourrait être mis au jour (la poype du Péage, se situe à l'est du hameau de la Nicolière et au nord de la jonction de la départementale D 64 et D 64c et la poype de la Féole est située à l'ouest du lieu-dit et hameau de la Féole) sont inscrites par arrêté du 22 juin 2015,[6].